# Symplectoscyphus leloupi
Symplectoscyphus leloupi är en nässeldjursart som beskrevs av El Beshbeeshy 1991. Symplectoscyphus leloupi ingår i släktet Symplectoscyphus och familjen Sertulariidae. Inga underarter finns listade i Catalogue of Life.